# Memórias de um Suicida
Memórias de Um Suicida é um romance psicografado pela médium espírita brasileira Yvonne do Amaral Pereira, cuja autoria é atribuída ao espírito do romancista português Camilo Castelo Branco.
O livro ganhou uma grande dimensão e popularizou a ideia da existência de um "Vale dos Suicidas", que na obra é descrito como um lugar de passagem em que a alma do suicida é atraída e passa por sofrimentos. Lançado em 1956, foi publicado pela Federação Espírita Brasileira e teve 27 edições em português, foi traduzida para os idiomas inglês e francês e foi adaptado para radionovelas.
Memórias de um Suicida é considerado um dos dez melhores livros espíritas publicados no século XX, segundo uma pesquisa realizada no ano de 1999 pela Candeia Organização Espírita de Difusão e Cultura, uma editora brasileira de revista sobre espiritismo que realizou uma pesquisa com cerca de 30 autores brasileiros ligados à doutrina.

## Enredo
O livro pretende demover o leitor da ideia do suicídio. O sofrimento do suicida não se encerra na sua morte. Se arrasta por anos a fio, quiçá séculos, e não termina senão com uma reencarnação repleta de sofrimentos causais e dolorosa limitação física.